# Cazouls-lès-Béziers
Cazouls-lès-Béziers is een gemeente in het Franse departement Hérault (regio Occitanie). De plaats maakt deel uit van het arrondissement Béziers. Cazouls-lès-Béziers telde op 1 januari 2022 5.185 inwoners.
In de gemeente ligt het kasteel van Savignac-le-Haut.

## Geografie
De oppervlakte van Cazouls-lès-Béziers bedroeg op 1 januari 2022 38,46 vierkante kilometer; de bevolkingsdichtheid was toen 134,8 inwoners per km².

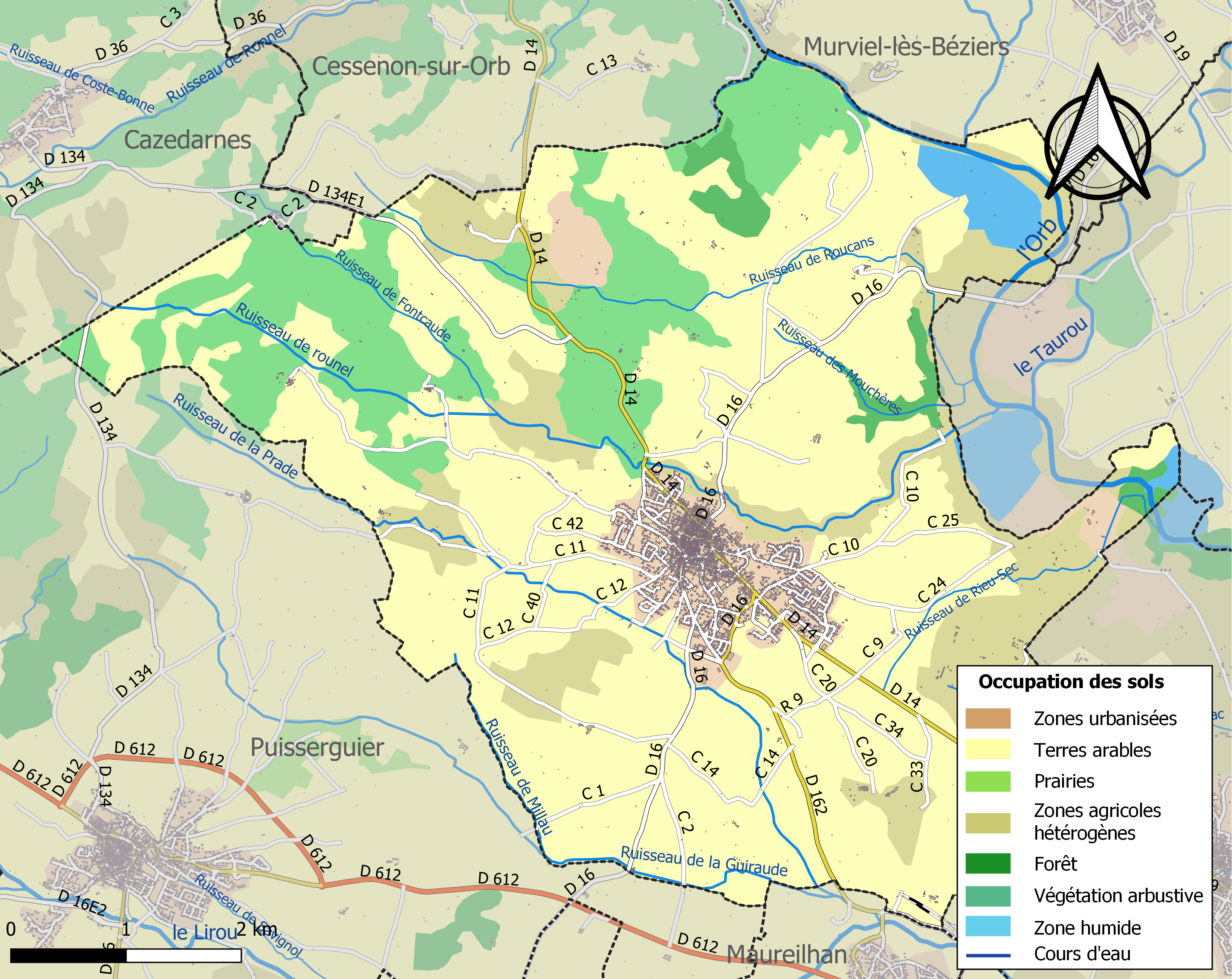
Kaart van de gemeente met belangrijkste infrastructuur, bodemgebruik en omliggende gemeenten

## Demografie
Onderstaande figuur toont het verloop van het inwonertal (bron: INSEE-tellingen).